# Wickhampton
Wickhampton – wieś w Anglii, w Norfolk. W 1931 wieś liczyła 107 mieszkańców. Wickhampton jest wspomniana w Domesday Book (1086) jako Wichamtuna/Wichhamtun.